# 扁頭大杜父魚
扁頭大杜父魚，為輻鰭魚綱鮋形目杜父魚亞目杜父魚科的其中一種，為溫帶海水魚，分布於北太平洋半鹹水、海域，棲息深度0-120公尺，體長可達42公分，棲息在底層水域，生活習性不明。